# Natalija Dudinskaja
Natalija Michajlovna Dudinskaja (in russo Наталия Михайловна Дудинская?; Charkiv, 8 agosto 1912 – San Pietroburgo, 29 gennaio 2003) è stata una ballerina sovietica, di nazionalità russa.

## Biografia
Dudinskaja apprese i primi rudimenti del ballo da sua madre Natalia Tagliori, anch'ella ballerina. Nel 1931 si laureò all'Istituto coreografico di Leningrado, dove ebbe tra i suoi docenti Agrippina Vaganova, e l'anno successivo debuttò nel ruolo principale in Fiamme di Parigi di Vasilij Vajnonen danzando al fianco di Vakhtang Chabukiani. Fu prima ballerina al Teatro Kirov (oggi Teatro Mariinskij) fino al 1963, dove apparve in opere come Il lago dei cigni, La bella addormentata, La Bayadère e Laurencia, nonché in alcuni balletti sovietici e danze popolari russe come Gayane e Taras Bulba.
Tra gli anni '40 e '50 creò numerosi ruoli principali, come il drammatico personaggio di Sari in The Path of Thunder coreografato da suo marito Konstantin Sergeev. Apparve anche ne Il cavaliere d'inverno coreografato da Rostislav Zacharov, Şüräle di Leonid Jakobson, Un ballo in maschera di Boris Fenster e Milica di Vajnonen.
Dopo il ritiro dalle scene divenne docente all'Accademia di danza Vaganova insieme a suo marito. Insegnò anche alla Scuola di Balletto del Teatro Kirov e all'Istituto coreografico di Leningrado. Assistette Sergeev nelle sue nuove produzioni e diresse due film per la televisione, Dialogue with the Stage (1988) and The Birth of the Dance (1991).